# 古筝

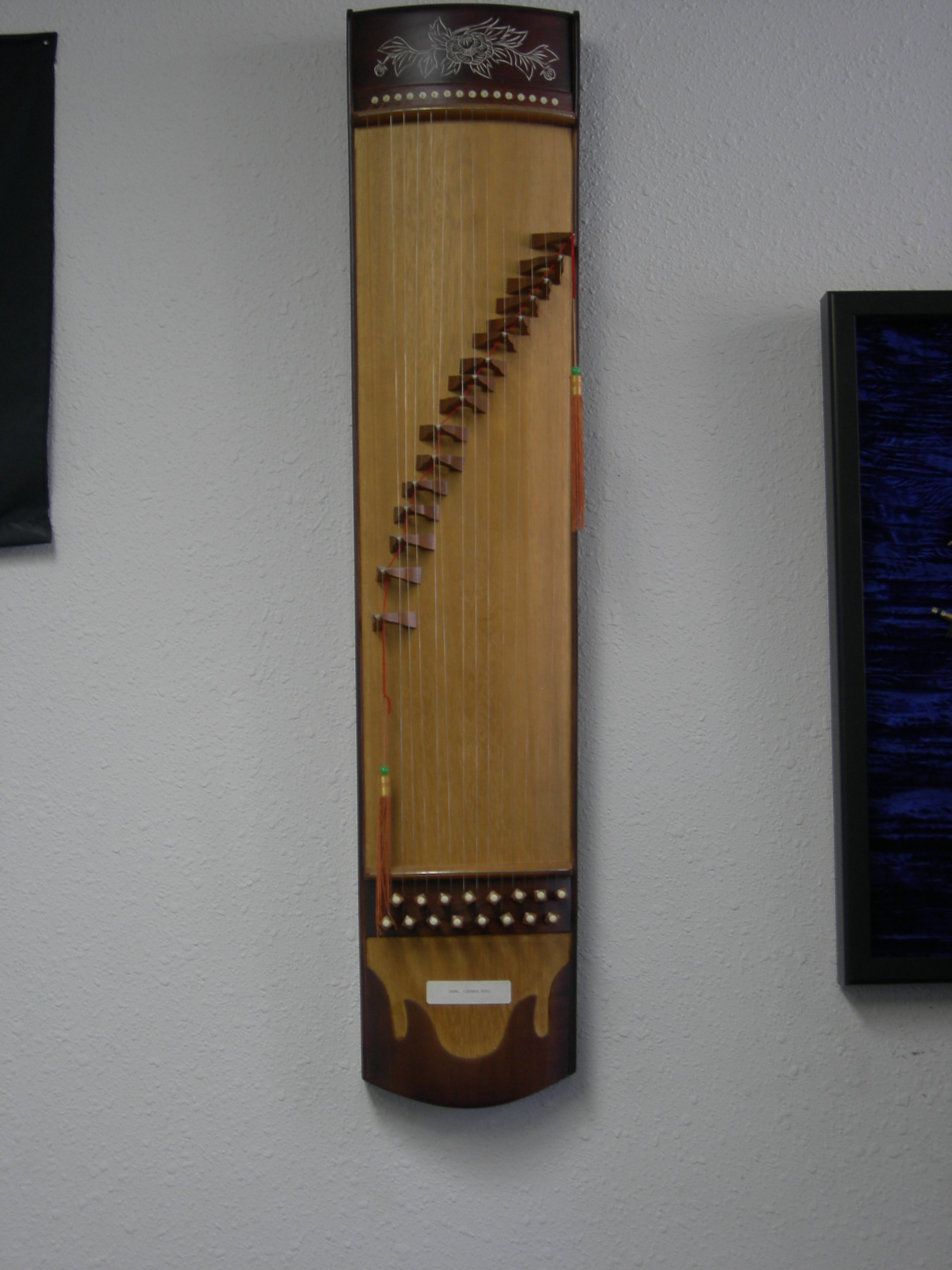
16弦古筝

古筝，又称筝、秦筝、汉筝，中国传统撥弦乐器，有两千五百年以上的历史。古筝的形制为长方形木质音箱，弦架“筝柱”可以自由移动，一弦一音，按五声音阶排列，最早以十二弦筝为最多（分瑟为筝），唐宋时有弦十三根，后增至十六根、十八弦、二十一弦等，目前最常用的规格为二十一弦。

## 命名
一說為象其音色，一說來自二人爭奪樂器的故事。

## 历史

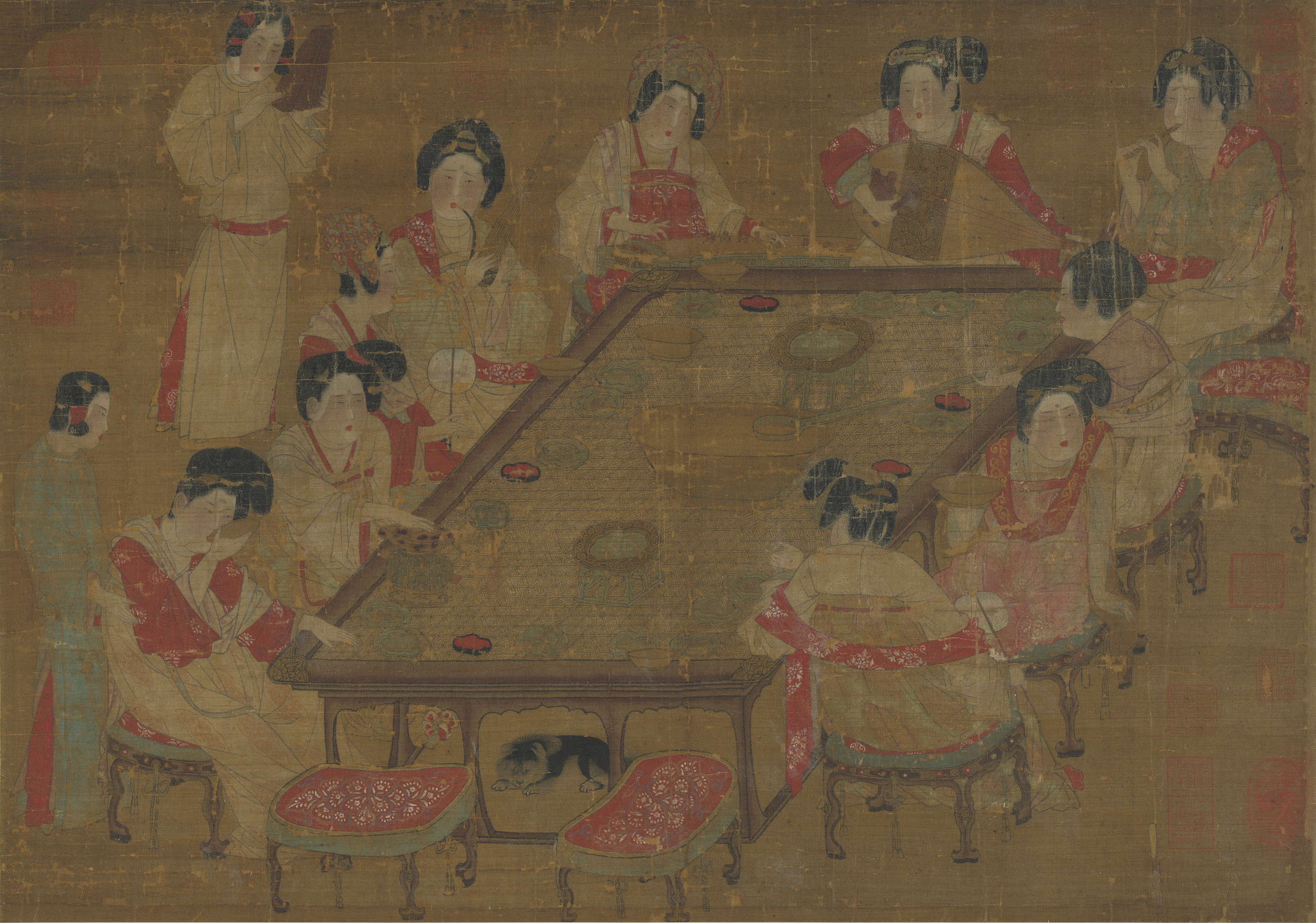
唐人宮樂圖

古筝在春秋時期的秦國已經存在，用於原始的舞樂。

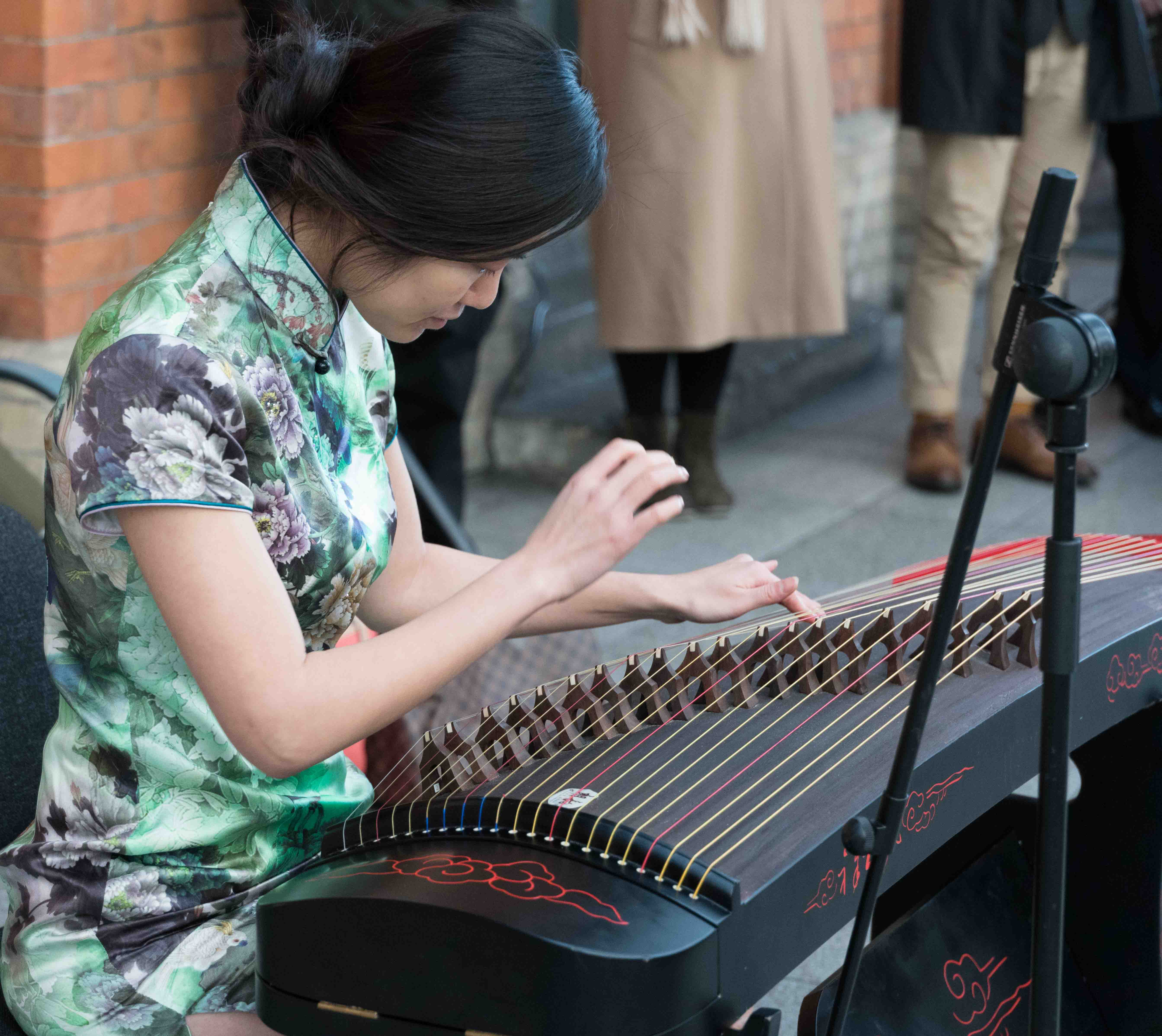
古箏演奏

漢時，箏為筑的琴身加裝至5弦而成。 魏·阮璃《等筝赋》“弦有十二”
唐朝初年（公元7世纪）有轧筝的記載，證由擊弦樂器轉變為撥弦樂器，並發展至13弦，接近現代古箏芻形。唐·岑参《秦筝歌，送外甥萧正归京》“汝不闻秦筝声最苦，五色缠弦十三柱”
南宋时，轧筝易名“蓁”，7弦箏和13弦同時被使用，而14弦箏多用於民間。清以後廣用16弦箏而未有7弦箏潮州传统筝有16根琴弦和锥形琴体，主要在中国南方地区使用，可追溯到明朝后期。

## 琴體

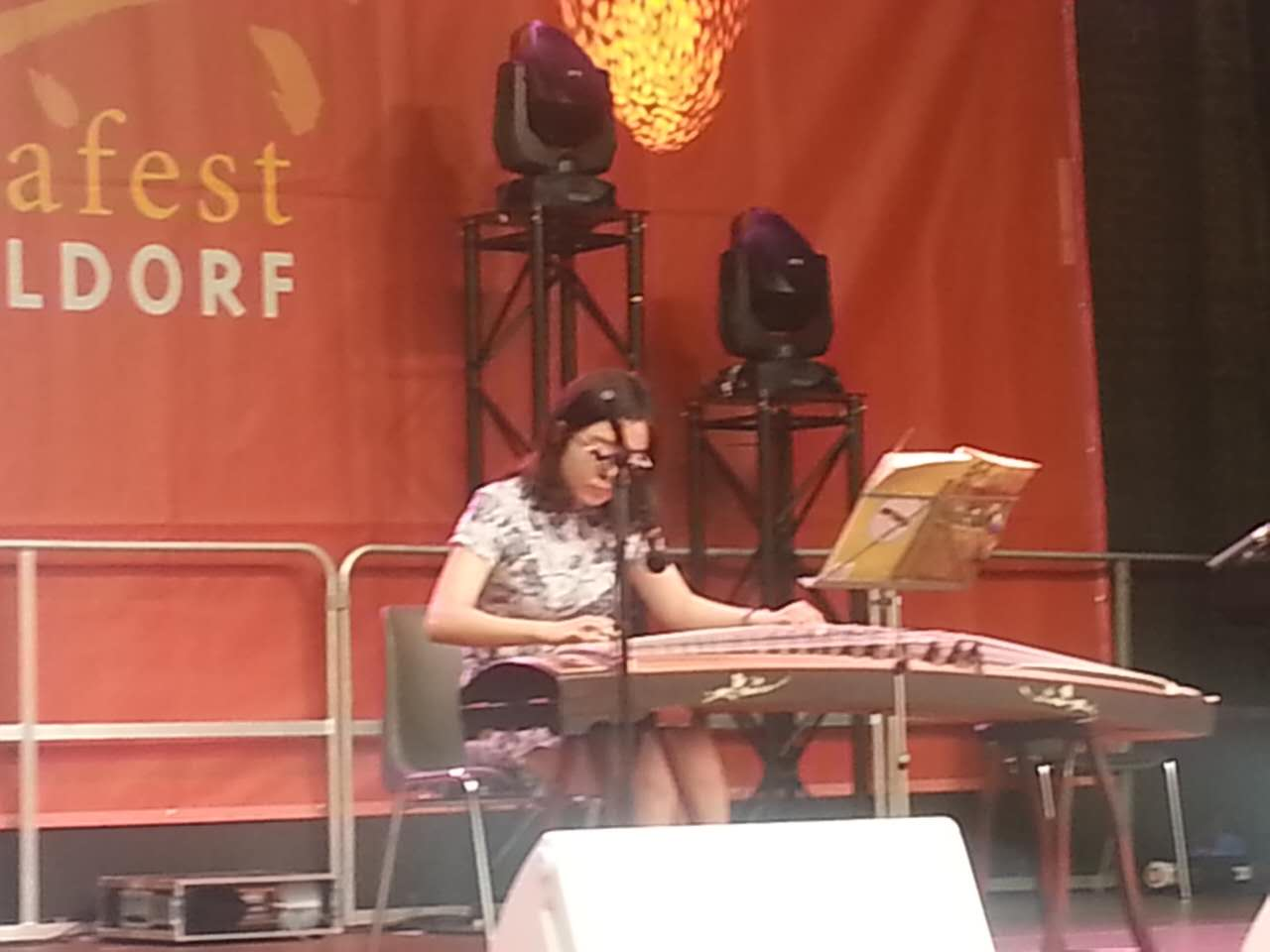

筝体为木制空盒，呈扁长方形，面版有弧度突出。弦两端搭在山口上，左山口呈S形，右岳山为平直。左侧為箏尾，或稱鳳尾，有弦钉以固定琴弦，右側有螺絲釘，可以调节弦张力来控制音高；中间有稱為雁柱的琴碼支撑琴弦，移動琴碼也可調音。筝的弦数因地域流派不一，最常见为21弦筝，另有16弦箏、26弦箏等，因流派不同而有尼龙钢弦、钢弦、丝弦等。
古筝的高音弦最靠近弹奏者，低音弦在最外，由內至外称1弦至21弦。21弦筝通常按照D大调五声音阶定弦，过左手在琴碼左方按弦方可得到升音；在現代多調式(或稱無調式)樂曲中，則是透過特定音階設定達到不同特殊曲風的目的。

## 弹法

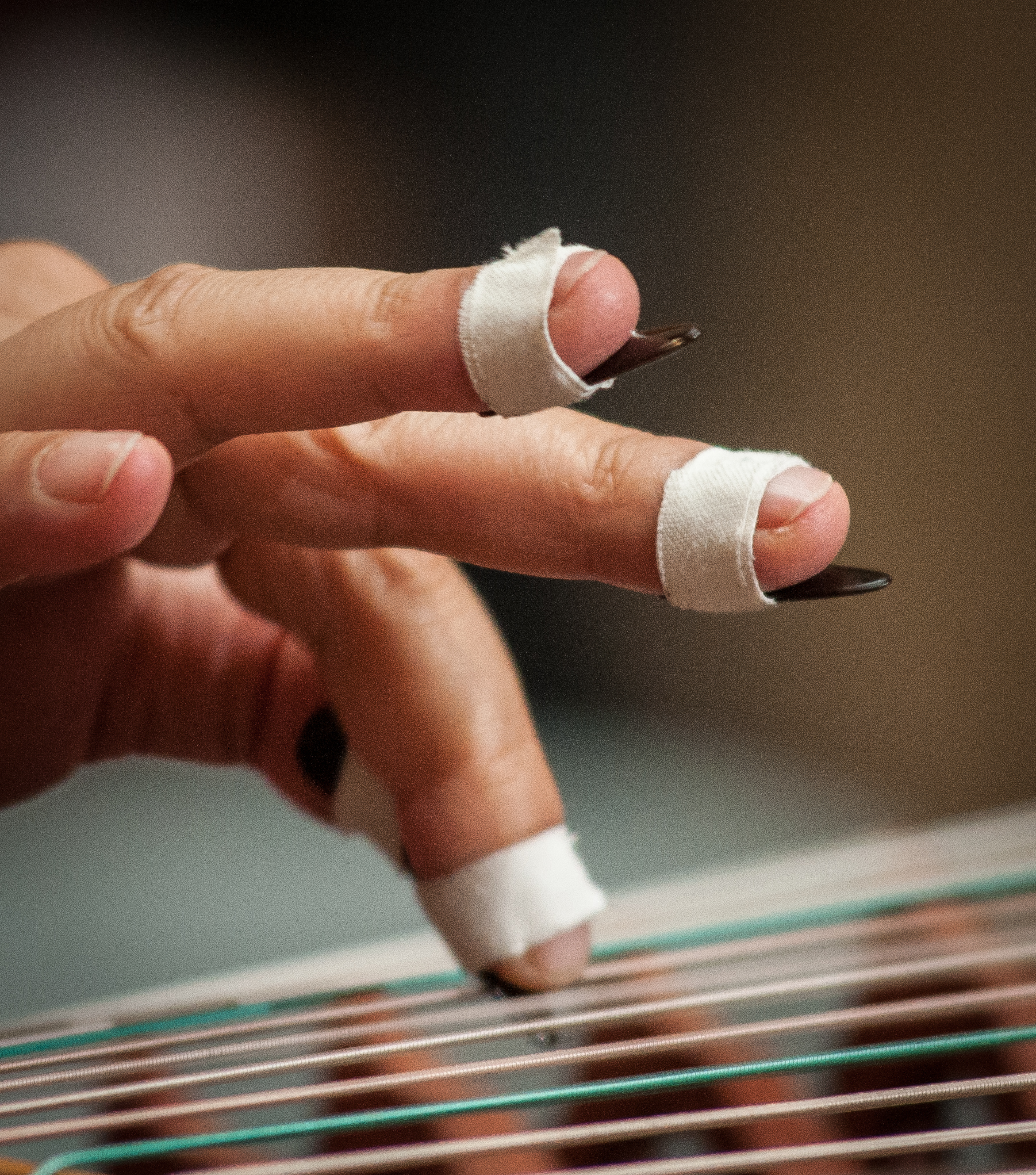
演奏者手指上用膠帶纏繞者即為義甲

有流派主張戴義甲，有流派主張不戴義甲。現在一般弹古筝者戴着義甲，通常由玳瑁、尼龍、塑膠等制成，由膠帶纏繞黏固定於第1指節。
戴義甲除了彈奏需要，亦有保護手指之作用。
指法：
- 右手
  - 托：大指向外撥弦
  - 擘：大指向內撥弦
  - 抹：食指向內撥弦
  - 挑：食指向外撥弦
  - 勾：中指向內撥弦
  - 剔：中指向外撥弦
  - 花：大指在板前花帶出連撥數弦
  - 連托：大指向外由高音至低音依次連續撥弦
  - 連擘：大指向內由低音至高音依次連續撥弦
  - 連抹：食指向內由低音至高音依次連續撥弦
  - 連挑：食指向外由高音至低音依次連續撥弦，戴義甲者不用此法
  - 連勾：中指向內由低音至高音依次連續撥弦
  - 搖：大指反覆托擘一條弦
  - 密搖：較一般的搖更快速
  - 勾搭：中、大指先後彈出八度音列
  - 小勾搭：用抹、托彈出少於八度的2個音列
  - 雙托：用大指由內向外連撥2條弦，奏出大二度或增二度和弦
  - 雙擘：用大指由外向內連撥2條弦，奏出大二度或增二度和弦，戴義甲者不用此法
  - 雙抺：用食指由外向內連撥2條弦，奏出大二度或增二度和弦
  - 雙勾：用中指由外向內連撥2條弦，奏出大二度或增二度和弦
  - 撮：中、大指同時勾、托奏出八度和弦
  - 反撮：中、大指同時剔、擘奏出八度和弦
  - 小撮/食指撮：食、大指同時抹、托奏出少於八度的和弦
  - 小反撮：食、大指同時挑、擘奏出少於八度的和弦，戴假甲者不用此法
- 左手：
  - 按：彈奏前按弦，將空弦音升高小二度或更高
  - 上滑：彈奏後按弦，奏出空弦音帶滑音升高小二度或更高的
  - 下滑：彈奏前按弦至特定音高，彈奏後放手，奏出按弦音帶滑音至空弦音
  - 猱：彈奏空弦音後，反覆上、下滑音
  - 顫音：快速的猱

## 傳統古箏流派

### 潮州箏
流傳於潮州、揭陽、汕頭、閩南及東南亞等潮語地區，是「潮州弦詩」的一部份，風格旖旎嫵媚。潮州箏曲調式多變，有明快的輕三六、厚重的重三六、悲凉的活五等，另有「曲速三變」、「催法」等曲法。潮州弦诗乐最具有代表性的乐曲是“潮乐十大套”。由于其地理位置，潮州筝派是中国近代古筝海外传播的先导，辐射范围包括越南及琉球、东南亚、香港、澳門、台灣等。 （页面存档备份，存于）

### 河南箏
流傳於河南省，又称"中州古调"，風格高亢明亮。主要来源于“大调曲子”。“大调曲子”，原称“鼓子曲”，是从明朝中叶至清朝乾隆年间流行在开封的曲艺为基础逐渐演化而来的。传统河南筝曲主要可分为板头曲及牌子曲两大类。右手技巧：“拇指靠弹重托”、“短摇”、“倒剔正打”。左手技巧：“以韵补声”，这也是河南筝派的最大特点，即左手利用按、揉、吟、颤等技法奏出大、小颤音和上、下滑音，使旋律获得装饰效果，以增强音乐的艺术表现力和地方特色。

### 山東箏
流傳於山東省菏澤地區鄆城、鄄城，風格剛健深沉。有山東琴曲組成的「大板曲」和山東琴書的唱腔、曲牌、民間小調組成的「小板曲」兩種。華麗明快為山東箏的特色，主要使用右姆指奏旋律，右手小关节托劈（多16分音符）、带有音头的刮奏、左手颤弦振幅大，另外有「走指」和「邻弦同音」等特色技法。

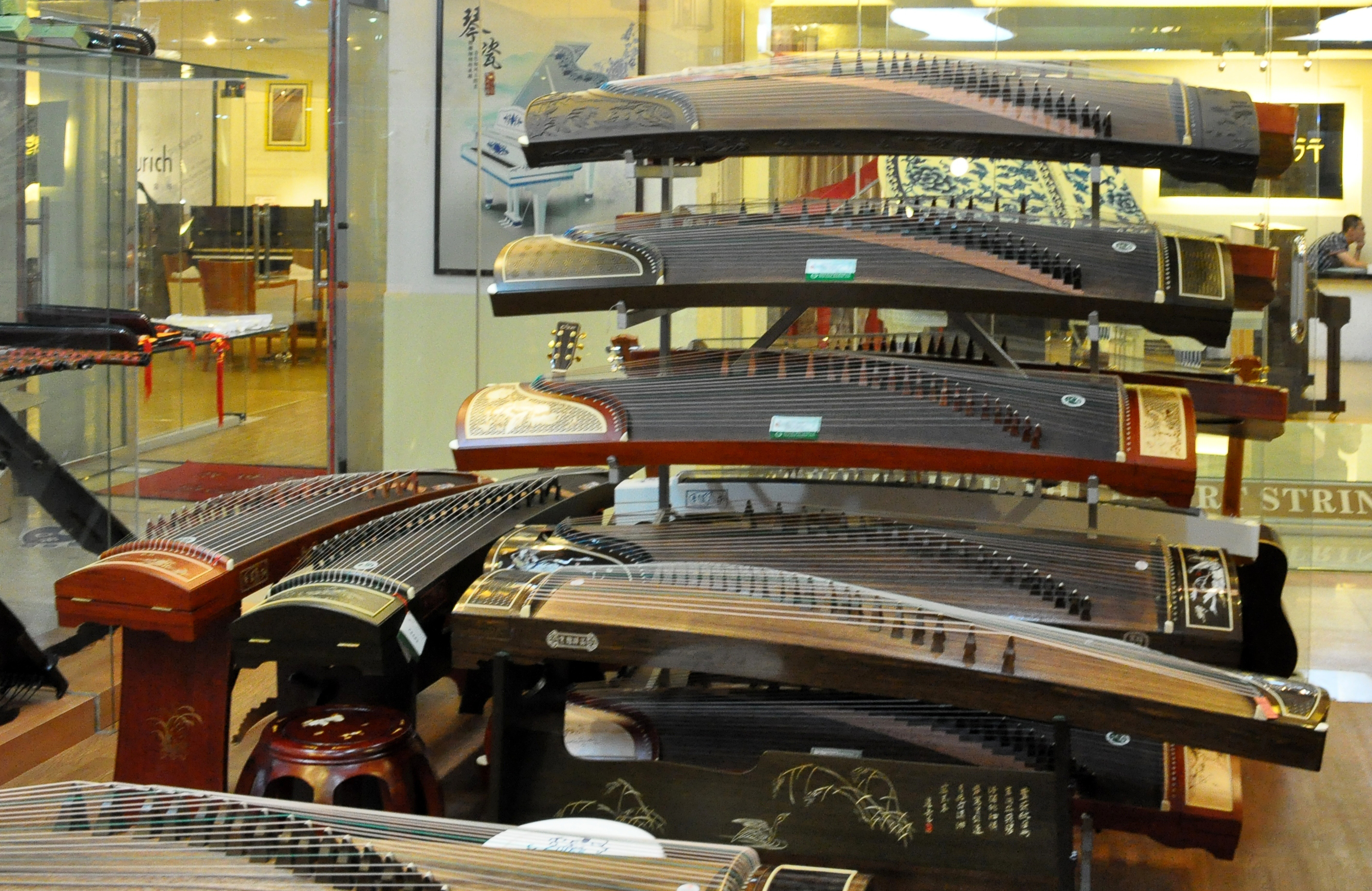
現代製作的山東箏

### 浙江箏
流行於江蘇、浙江地區，由於浙江省省會杭州市古稱武林，故浙江箏又稱「武林箏」、「杭箏」。浙江筝派由于形成时间较晚，受到了大时代环境及人为的影响，成为五大流派中的后起之秀。其內容主要為絲竹樂、板頭曲、弦索套曲等，並與「杭州灘簧」關係密切。以右手清彈為主，其音樂淡雅、含蓄、清秀。其傳統技法有「四點」、「搖指」、「雙手抓箏」等。

### 客家箏
又名漢樂箏曲，流傳於廣東省興寧、梅縣、蕉嶺、大埔和福建省西南部等客語地區，是「客家音樂」的一部份，風格典雅古樸，保留了不少古曲。有「硬綫」、「軟綫」之分，硬綫曲較輕快、華麗，軟綫曲古樸典雅、旋轉委婉。

### 福建箏
流行於閩南語系和客家語系的漳浦縣、雲霄縣、東山縣、詔安縣、上杭縣、永定縣等閩西南諸縣區域，慣稱福建箏為“閩南箏”。起源於福建“古樂合奏”，以古箏為主奏樂器的演奏形式，自宋末明初至同治年間，已在福建各地長期流行著。

### 陝西箏
又稱為秦箏，是以今日之“秦聲”音樂風格為依據。“秦聲”概指秦地的傳統音樂，包括戲曲、宗教音樂和所有陝西風格的民間音樂。
陝西風格箏曲的音律上的特殊性和2個變音(即七聲音階中的四級音偏高，七級音偏低)的游移性為其特徵。

## 新型古箏

### 蝶式箏
1978年，何寶泉與上海音樂學院研制發明蝶式筝，外形如蝶，筝体犹如两个筝并在一起，采用一个共鸣体。蝶式箏有2列按五声音阶排列的弦，有2个演奏区，可以奏五声音阶、七声音阶或者十二平均律的所有半音，在五声音阶定弦的某些弦距之间增加了半音或变化音，还装有弦钩以改变某些定弦音的音高
。

### 新箏
新筝即新型转调筝，由河北福海新筝公司研发制作的专利民族乐器。新筝是在古筝基础之上研制而成的一种新型乐器，它具备2个相对独立而又密切联系的演奏区，可以同时具备五声音阶、七声音阶或者十二平均律的所有半音，可以演奏调式复杂的作品。

## 著名筝曲

### 传统箏曲
- 《柳青娘》
- 《春江花月夜》
古箏、二胡二重奏，由琵琶曲《夕陽簫鼓》於民國時期被改編而成

#### 山東箏曲
- 《汉宫秋月》
- 《四段锦》
由《清風弄竹》、《山鳴谷應》、《小溪流水》、《普天同慶》聯奏
- 《琴韻》
- 《書韻》

#### 河南箏曲
- 《汉江韵》
- 《陳杏元和番》
- 《嘆顏回》
- 《鬧元宵》
- 《山坡羊》
- 《開新板》
- 《落院》
- 《小飛舞》

#### 客家箏曲
- 《蕉窗夜雨》
- 《出水蓮》
- 《散楚詞》
- 《杜宇魂》
- 《單點頭‧亂插花》

#### 潮州箏曲
- 《蜜柑紅》
- 《寒鴉戲水》
- 《粉红莲》
- 《柳青娘》
- 《江西月》

#### 浙江箏曲
- 《月儿高》
- 《将军令》
- 《高山流水》
- 《云慶》

#### 陝西箏曲
- 《姜女泪》
- 《秦桑曲》
- 《香山射鼓》
- 《绣金匾》

### 1930年代
- 《渔舟唱晚》 婁樹華

### 1950年代
- 《纺织忙》 1955年，劉天一
- 《慶豐年》 1955年，趙玉齋
- 《鬧元宵》 1956年，曹東扶
- 《春澗流泉》 1957年，徐滌生

### 1960年代
- 《林沖夜奔》 1962年，王巽之、陸修棠
- 《战台风》 1965年，王昌元

### 1970年代
- 《丰收锣鼓》 1972年，李祖基
- 《洞庭新歌》 1973年，王昌元、浦琦璋
- 《草原英雄小姐妹》 1974年，張燕、劉啟超
- 《东海渔歌》 1974年，張燕、劉啟超
- 《洪湖水浪打浪》 1974年，張燕、劉啟超
- 《春到湘江》 1976年，寧保生
- 《秦桑曲》 周廷甲，强增抗
- 《浏阳河》 張燕

### 1980年代
- 《香山射鼓》 1980年，曲雲
- 《雪山春晓》 1981年，范上娥、格桑達吉
- 《山魅》 1985年，徐曉琳
- 《黔中賦》 1986年，徐曉琳
- 《情景三章》 1989年，徐曉琳，三章為《幽蘭韻》、《竹枝情》、《山澗鳴》
- 《暗香》 王中山

### 1990年代
- 《茉莉芬芳》 1991年，何占豪
- 《临安遗恨》 中阮協奏曲，林吉良作曲，何占豪配器，發表於1991年。何占豪於1992年改編為古箏協奏曲
- 《西域随想》 1996年，王建民
- 《枫桥夜泊》 1998年，王建民
- 《幻想曲》 王建民

### 2000年代
- 《層層水瀾》 2001年，陶一陌
- 《林泉》 2001年，叶小刚
- 《風之獵》 2002年，陶一陌
- 《云裳诉》 2002年，周煜国

### 2022年
- 《打虎上山》 趙曼琴
- 《黄河魂》 趙曼琴
- 《抒情幻想曲》(徐曉琳曲)
- 《劍令》(徐曉琳曲)
- 《望秦川》（景建树、王中山曲）
- 《銀河碧波》 范上娥
- 《姜女淚》 周廷甲